# Banj
Banj (italsky Bagno) je vesnice a přímořské letovisko v Chorvatsku v Zadarské župě, nacházející se na ostrově Pašman, spadající pod opčinu Pašman. Leží přesně na 44. rovnoběžce. Žije zde 173 obyvatel. V roce 1991 naprostou většinu obyvatelstva (98 %) tvořili Chorvati.
Sousedními vesnicemi jsou Dobropoljana a Ždrelac. Nejdůležitější dopravní komunikací je silnice D110.